# Loughton
Pour l’article homonyme, voir Loughton (homonymie).
Loughton est une ville du comté de l'Essex, au Sud-Est de l'Angleterre. Située dans le district d'Epping Forest, à une vingtaine de kilomètres au nord-est du centre de Londres, elle compte 30 430 habitants en 2001. La ville  proximité de Londres, les spécificités du cadre naturel entourant la ville et son histoire constituent quelques-uns des atouts de cette ville.

## Histoire
L’établissement humain le plus ancien connu sur le territoire de Loughton est le Loughton Camp, un site fortifié datant d'environ 500 ans av. J.-C. et découvert en 1872.
Les premières références à Loughton datent de la période anglo-saxonne, pendant laquelle il est connu sous le nom de Lukintune (« la ferme de Luhha »). Le document le plus ancien mentionnant la ville est une charte d'Édouard le Confesseur rédigée en 1062, qui accorde divers domaines, y compris Tippedene (Debden) et Alwartune (Alderton Hall, à Loughton), à Harold Godwinson après sa refondation de Waltham Abbey. Après la conquête normande, la ville est également mentionnée dans le Domesday Book de 1086, sous le nom de Lochintuna.

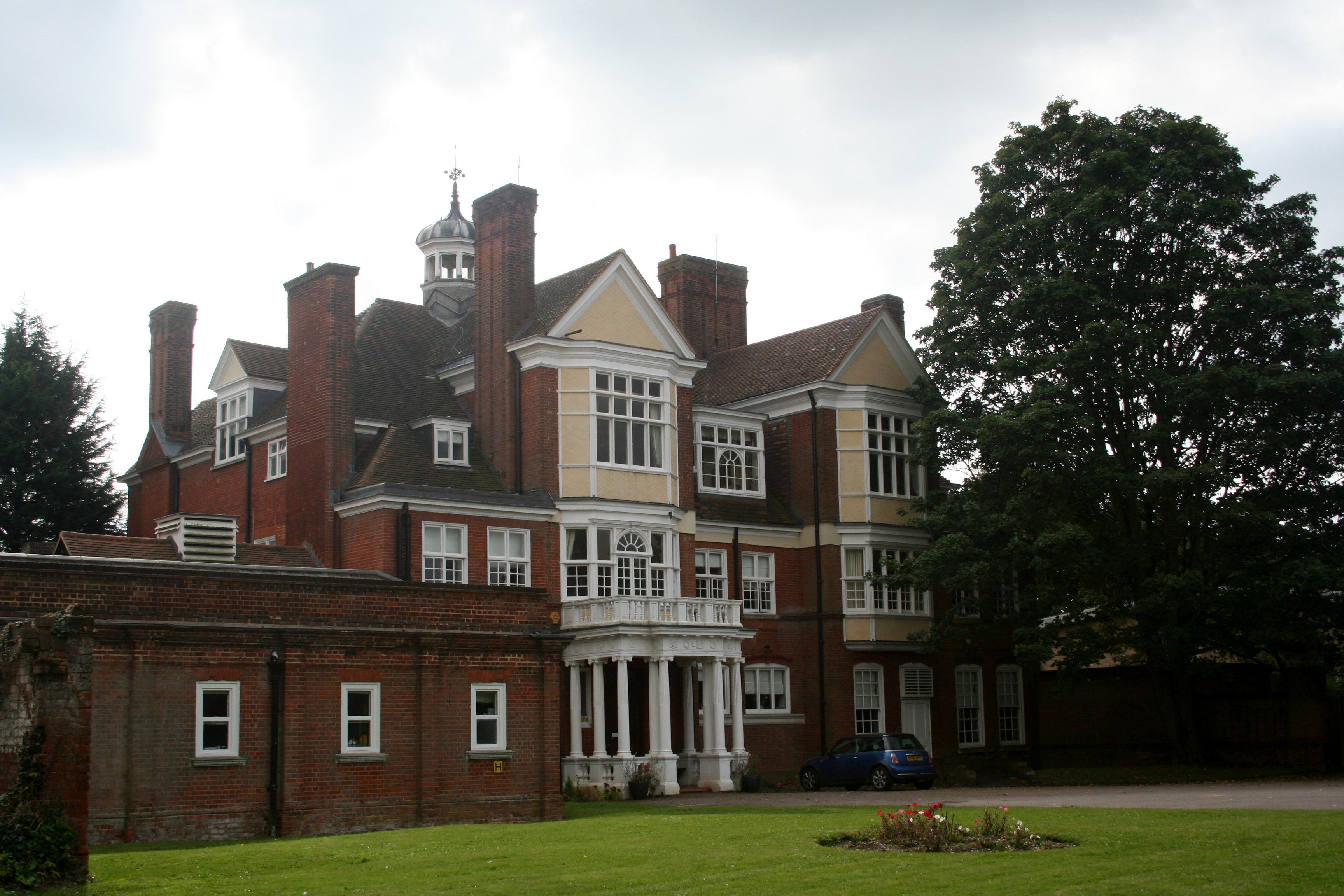
Loughton Hall aujourd'hui

La localité reste de taille réduite jusqu'au XVIIe siècle, quand une grande route est construite au nord, traversant la forêt. Cette route est rapidement devenue la principale voie de communication entre Londres et Cambridge, en direction de l'East Anglia. De ce fait, Loughton devient une importante ville d’étape, avec l'implantation d'auberges et de relais de chevaux. Des bandits de grand chemin, dont un des plus célèbres est Dick Turpin, s'implantent également sur le territoire. L'arrivée du chemin de fer en 1852 est un deuxième facteur clé du développement local. La croissance de la ville se fait pendant des siècles au détriment de la forêt, jusqu'à ce qu’une loi soit promulguée en 1878 pour en assurer la protection et permettre une utilisation par le public.
Compte tenu du tarif du chemin de fer au XIXe siècle, habiter Loughton et travailler à Londres n'est alors accessible que par la classe moyenne et supérieure. La plupart des habitations à Loughton sont construites à l'époque victorienne et l'époque édouardienne, puis dans l'entre-deux-guerres. Loughton devient un endroit à la mode pour les artistes, les scientifiques, pour des penseurs socialistes de renom, non-conformistes, et des réformateurs sociaux. Une ancienne imprimerie de la Banque d'Angleterre est située à l'intérieur de la zone industrielle de Debden Est. Plus récemment, plusieurs reportages de médias ont mis en avant un « triangle d'or », en désignant ainsi les villes de Loughton, Buckhurst Hill et Chigwell pour leur propension à attirer les footballeurs riches, et des célébrités,.

## Géographie
Loughton est délimitée par la forêt d'Epping à l'ouest, et par la vallée de la rivière Roding à l'est. La loi interdit depuis 1878 l’expansion de la ville au détriment de la forêt. Celle-ci, ainsi que la rivière, forment donc deux barrières naturelles. Par conséquent, les expansions possibles au cours des cent dernières années l'ont été à travers la construction de nouveaux lotissements au nord et au sud de la vieille ville, et par la banlieue de Debben construite à cet effet au nord-est. La vallée Roding est quelque peu marécageuse et est sujette aux inondations, limitant de ce fait les constructions à proximité, d’autant plus qu’une partie a été classé réserve naturelle.

## Transport

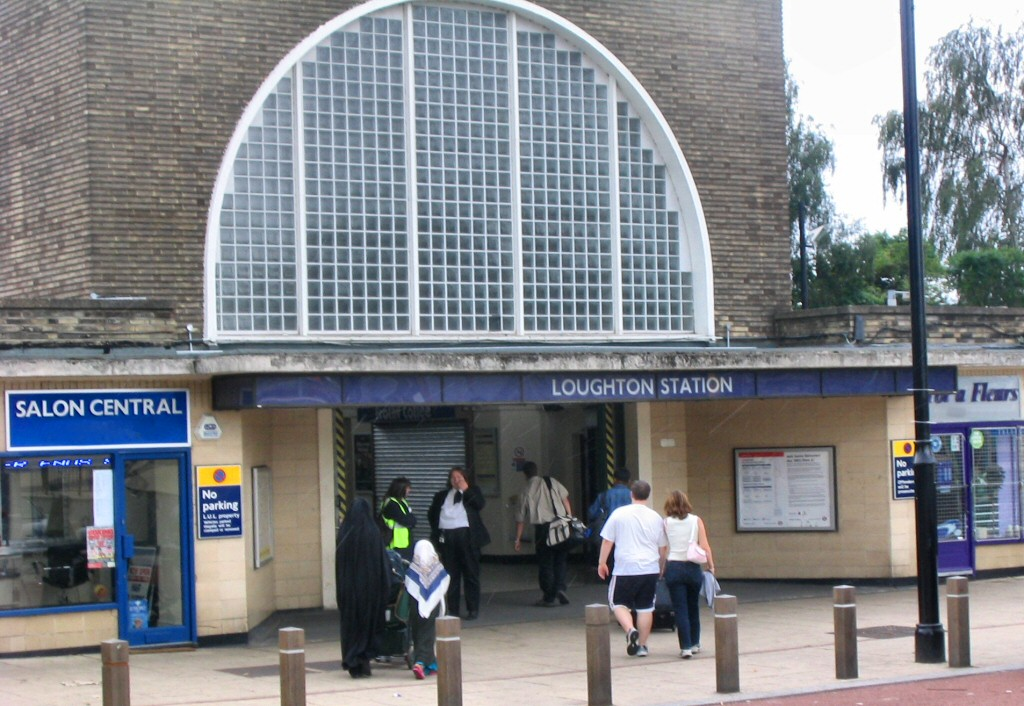
Station de métro Loughton

### Autoroute
La jonction 5 (sud) de l'autoroute M11  reliant Cambridge à Londres est accessible à l'ouest de Loughton. Cette autoroute a été ouverte dans les années 1980.

### Chemins de fer
Loughton est desservi depuis les années 1940 par deux stations de métro : la station de Loughton proprement dit et la station de Debben dans sa banlieue nord-est. Il existait précédemment une ligne de chemin de fer ouverte en 1856.

## Monuments
- Loughton Hall, un manoir du XVIe siècle détenu par Mary Tudor avant son accession au trône, puis par la famille Wroth de 1578 à 1738. Robert Wroth (v.1576-1614) et son épouse Mary Wroth (1587-1652) y accueillent de grandes figures littéraires de l'époque, y compris Ben Jonson. Le manoir est reconstruit en 1878 par le pasteur J.W. Maitland, et sa famille le conserve par la suite durant une grande partie du XIXe siècle. Il est devenu plus tard un centre de soins et a été classé monument historique.

## Arts

### Théâtre
Loughton est le lieu d'implantation d'une école d'art dramatique britannique, la East 15 Acting School. cette école est issue de la compagnie de théâtre populaire, la Theatre Workshop, de Joan Littlewood. Le bâtiment du théâtre est en fait une ancienne grange médiévale qui était autrefois située à Ditchling, avant d’être démantelée et reconstruite à Loughton.

### Musées et archives
- Le British Postal Museum Store abrite des objets relatifs à l’histoire postale allant du bureau de Rowland Hill à des véhicules postaux ou a un ensemble de boîtes aux lettres.
- Les National Jazz Archive est le centre de dépôt et de recherche national pour les documents imprimés, les photographies et les souvenirs se rapportant au jazz, et plus particulièrement au jazz britannique. Fondé par le trompettiste de jazz Digby Fairweather en 1988, il contient une grande collection d'enregistrements de jazz britanniques, photographies, affiches, etc.

## Personnalités
- Dick Turpin (1705-1739), bandit de grand chemin, de la « bande de l'Essex ».
- William Bridges Adams (1797-1872) ingénieur ferroviaire, et son épouse, Sarah Flower Adams (1805-1848), poétesse, ont vécu à Loughton. Elle y aurait notamment écrit son chant choral religieux le plus célèbre :  Plus près de toi, mon Dieu.
- William Brown Macdougall et son épouse Margaret Armour (1860-1943) y vécurent et fondèrent une communauté artistique.
- Ron Greenwood (1921-2006), footballeur, puis entraîneur et sélectionneur de l'équipe d'Angleterre de football.
- Jack Watling (1923–2001), acteur, a vécu de nombreuses années à Loughton. Son fils Giles, également acteur, y est né en 1953.
- Richard Hounslow (1981), kayakiste et céiste, médaille d'argent aux Jeux olympiques d'été de 2012 à Londres.
- Gary Hooper (1988), footballeur.
- Matt Johnson (1961), auteur, compositeur, musicien, chanteur et leader du groupe The The